# 에비온파
에비온파(영어:Ebionism, 그리스어: Ἐβιωναῖοι, 히브리어: אביונים)는 초기 기독교의 분파다. 그들은 나자렛의 예수를 메시아로 보았지만, 그의 신성과 처녀 탄생을 거부하고 유대인의 율법과 의식을 따라야 한다고 주장했다. 그들은 히브리어로 된 마태오 복음서 하나만을 사용했으며, 예수의 동생 야고보를 경외했으며, 사도 바울을 율법 거역한 배교자로 여겼다.

## 어원
오리게네스는 에비온은 유대인들 사이에서 '가난한'을 의미하며, 예수를 그리스도로 영접한 유대인들은 에비온 사람(가난한 사람)이라는 이름으로 불린다고 기술했다.

## 견해와 관행
교부 이레네우스에 의하면, 에비온파는 하나님이 세상을 만드셨다는 것에 동의했지만, 예수에 대한 그들의 견해는 케린투스와 카르포크라테스의 견해와 유사하다고 한다. 또 그들은 오직 마태복음만을 사용했으며, 사도 바울을 율법을 배교한 자라고 주장하며 거부했고, 할례를 행하며, 율법이 명하는 관습을 지켰다.

## 같이 보기
- 양자설
- 유대교와 기독교
- 사도 시대
- 기독교 이단
- 기독교의 역사
- 탈무드 속 예수
- 나사렛파
- 유니테리언주의